# 통영 나들목
통영 나들목(Tongyeong IC)은 경상남도 통영시 용남면 동달리에 설치된 통영대전고속도로의 1번 교차로이자 통영대전고속도로의 기점이다. 거제시 및 용남면, 통영시내로 진출할 수 있다. 2005년 개통 당시 명칭은 동통영 나들목이었으나, 운전자가 명칭 혼동으로 통영 나들목으로 진출해 국도로 우회하는 등 불편을 겪는 사례가 잇따르자 2007년 1월 1일에 현재의 통영 나들목으로 변경하고 기존 통영 나들목이 북통영 나들목으로 변경되었다.

## 연혁
- 2005년 12월 12일 : 통영대전고속도로 통영 ~ 진주 구간 개통과 함께 동통영 나들목으로 영업 개시[2]
- 2007년 1월 1일 : 통영 나들목으로 변경[1]

## 구조물 정보
- 위치: 경상남도 통영시 용남면 동달리
- 영업소(통영 요금소): 경상남도 통영시 용남면 기호로 25-52

## 접속하는 도로
- 남해안대로 (국도 제14호선, 국가지원지방도 제58호선)

## 통영 요금소
통영 요금소(統營料金所, Tongyeong TG)는 경상남도 통영시 용남면 기호로 25-52에 위치한 통영대전고속도로 본선 상의 요금소이다. 2005년 12월 12일에 통영대전고속도로 통영 ~ 진주 구간이 개통하면서 영업을 개시했으며, 그 당시 명칭은 동통영 요금소였으나, 2007년 1월 1일에 현재의 통영 요금소로 변경되었다.

### 연혁
- 2005년 12월 12일 : 통영대전고속도로 통영 ~ 진주 구간 개통과 함께 동통영 요금소로 영업 개시[2]
- 2007년 1월 1일 : 통영 요금소로 명칭 변경

## 교통량 정보
통영 요금소 기준이다.
| 요금소          | 통행량 (대/일) | 통행량 (대/일) | 통행량 (대/일) | 통행량 (대/일) | 통행량 (대/일) | 통행량 (대/일) | 통행량 (대/일) | 통행량 (대/일) | 통행량 (대/일) | 통행량 (대/일) | 각주  |
| 요금소          | 2001년         | 2002년         | 2003년         | 2004년         | 2005년         | 2006년         | 2007년         | 2008년         | 2009년         | 2010년         | 각주  |
| --------------- | -------------- | -------------- | -------------- | -------------- | -------------- | -------------- | -------------- | -------------- | -------------- | -------------- | ----- |
| 동통영 (폐쇄식) | 미개통         | 미개통         | 미개통         | 미개통         | 6,226          | 8,878          | 통영 요금소    | 통영 요금소    | 통영 요금소    | 통영 요금소    | [ 3 ] |
| 통영 (폐쇄식)   | 미개통         | 미개통         | 미개통         | 미개통         | 동통영 요금소  | 동통영 요금소  | 10,905         | 11,690         | 13,035         | 13,154         | [ 3 ] |
| 요금소          | 2011년         | 2012년         | 2013년         | 2014년         | 2015년         | 2016년         | 2017년         | 2018년         | 2019년         |                | [ 3 ] |
| 동통영 (폐쇄식) | 통영 요금소    | 통영 요금소    | 통영 요금소    | 통영 요금소    | 통영 요금소    | 통영 요금소    | 통영 요금소    | 통영 요금소    | 통영 요금소    |                | [ 3 ] |
| 통영 (폐쇄식)   | 10,034         | 9,829          | 10,446         | 11,116         | 12,195         | 12,169         | 12,014         | 10,918         | 10,892         |                | [ 3 ] |